# NGC 3861
NGC 3861是一个位于狮子座的大型棒旋星系，有环状结构，距离地球3亿光年，1827年3月23日由約翰·赫歇爾发现，属于獅子座星系團。NGC 3861是一个低亮度 II型西佛星系。2014年3月7日，人们在该星系观测到Ia超新星SN 2014aa。